# Hochberk
Hochberk je přírodní památka ve správních územích obcí Popice a Uherčice v okrese Břeclav v Jihomoravském kraji. Předmětem ochrany jsou xerotermní stepní trávníky a teplomilné lesní biotopy s výskytem celé řady ohrožených a zvláště chráněných druhů rostlin i živočichů.

## Historie
Území přírodní památky se dlouhodobě vyvíjelo jako součást tradičně obhospodařované zemědělské krajiny jižní Moravy. Během druhé poloviny 20. století však došlo k výraznému ústupu pastvy a sečení. To vedlo k sukcesi, zarůstání křovinami a degradaci některých cenných biotopů. Ochranářský management byl obnoven po vyhlášení přírodní památky v roce 2014, přičemž od té doby probíhá cílená obnova stepních trávníků a lesních společenstev.

## Flóra
Území přírodní památky je botanicky velmi cenné, s výskytem více než 380 druhů vyšších rostlin, z nichž desítky jsou zvláště chráněné. Vyskytují se zde například katrán tatarský (Crambe tataria), čilimník bílý (Chamaecytisus albus), len chlupatý (Linum hirsutum), len žlutý (Linum flavum), kosatec různobarvý (Iris variegata), vstavač vojenský (Orchis militaris) nebo hrachor chlupatý (Lathyrus hirsutus).

## Fauna
Fauna je reprezentována zejména hmyzem vázaným na suchá stepní stanoviště, přičemž bylo doloženo nejméně 467 druhů z toho desítky ohrožených. Významnými zástupci jsou například okáč kostřavový (Arethusana arethusa), modrásek komonicový (Polyommatus dorylas), kozlíček hnědý (Dorcadion fulvum), mandelinka Cheilotoma musciformis a krasec Agrilus hastulifer.